# Млађан Јановић
Млађан Јановић (Котор, 11. јун 1984) је црногорски ватерполиста. Са репрезентацијом Црне Горе златну медаљу на Европском првенству 2008. у Малаги. Млађи је брат Николе Јановића. Био је у вези са српском тенисерком Јеленом Јанковић.
Са јуниорском репрезентацијом Југославије освојио је Европско првенство 2002. у Барију.